# Anaspis flavipennis
Anaspis flavipennis is een keversoort uit de familie bloemspartelkevers (Scraptiidae). De wetenschappelijke naam van de soort is voor het eerst geldig gepubliceerd in 1848 door Haldeman.